# Casiana Muñoz-Tuñón
Pour les articles homonymes, voir Muñoz et Tuñón.
Casiana Muñoz-Tuñón, née à Cordoue (Espagne) en 1960, est une astrophysicienne espagnole spécialiste des galaxies. Elle étudie l'évolution et le rajeunissement des galaxies aujourd'hui. Elle est la chercheuse principale de la collaboration internationale ESTALLIDOS. Le 22 janvier 2019, elle est nommée directrice adjointe de l'Institut d'astrophysique des Canaries, succédant à Carlos Martínez Roger. Elle sera aussi responsable du groupe de qualité du ciel des observatoires des îles Canaries.
Elle est co-auteur, avec Guillermo Tenorio Tagle, de La luz con el tiempo dentro,.